# Algaida
Algaida è un comune spagnolo di 5 050 abitanti situato nella comunità autonoma delle Baleari, sull'isola di Maiorca.